# Juryrechtspraak

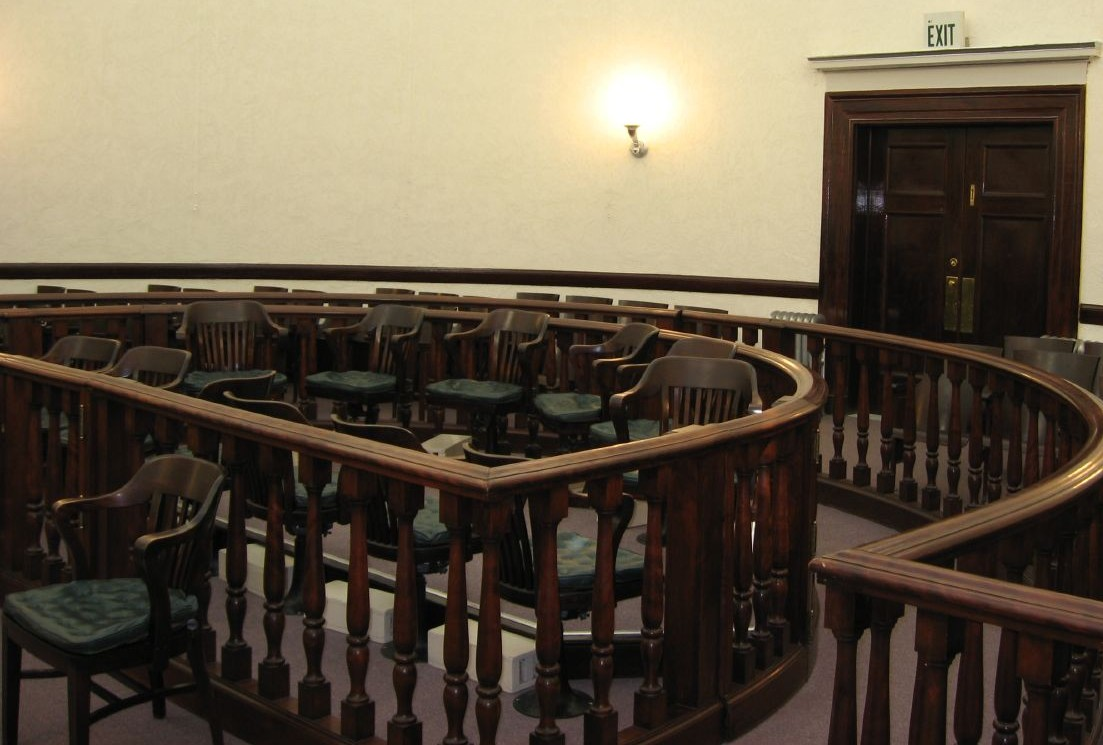
Zitplaatsen voor een jury bij een rechtszaak

In de rechtspraak is een jury een groep niet juridisch geschoolde burgers die de schuldvraag van een verdachte beoordeelt. Nederland kent geen juryrechtspraak meer, landen als België, Frankrijk, Engeland en de Verenigde Staten wel. Duitsland kent net als sommige andere landen (bv. Denemarken) wel rechtbanken waarbij leken-rechters samen met wel juridisch geschoolde rechters optrekken, juryrechtspraak is in Duitsland in 1924 afgeschaft. Wereldwijd neemt het aantal landen met jury-rechtspraak toe.
De juridische grondgedachte achter juryrechtspraak is dat men de bevolking een stem wil laten hebben in beslissingen (burgerparticipatie). Als regel voor de samenstelling van een jury geldt vaak dat deze een afspiegeling van de bevolking van de betreffende jurisdictie moet zijn. In de meeste gevallen geldt als eis om tot een jury-oordeel te komen de unanimiteit van stemmen, maar dit kan per rechtssysteem verschillen. De primaire taak van de jury is beantwoording van de schuldvraag. De strafoplegging kan na schuldigverklaring aan de rechter(s) zijn, maar in bijvoorbeeld België en Frankrijk heeft de jury ook inspraak bij de vaststelling van de strafmaat. Juryrechtspraak is vooral bekend uit Amerikaanse strafzaken met veel media-aandacht, waar antwoord moet worden gegeven op de beroemde vraag 'guilty or not guilty?'. 
In Nederland werd in 1811 de Franse Code d'instruction criminelle en daarmee tevens juryrechtspraak ingevoerd als gevolg van de inlijving bij het Eerste Franse Keizerrijk. Deze werd echter als 'zwarigheid' gezien en daarom bij de herkregen onafhankelijkheid in 1813 vrijwel direct weer afgeschaft.

## België

### Motiveringsplicht
Sinds 2009 bestaat er in België een motiveringsplicht voor de jury. Deze is door de wet van 21 december 2009 tot hervorming van het hof van assisen ingevoerd nadat het Europees Hof voor de Rechten van de Mens de Belgische Staat in het arrest-Taxquet had veroordeeld voor het niet motiveren van uitspraken van een assisenjury. Concreet zitten de drie beroepsrechters van het hof van assisen na het beantwoorden van de schuldvragen door de jury samen met de jury om de motivatie op te stellen.
Die motiveringsplicht bleek ook zeer bewerkelijk bij twee geruchtmakende processen eind 2010, de parachutemoord en de Marollenmoord, waardoor er zelfs stemmen opgingen om de juryrechtspraak af te schaffen.

## Verenigde Staten
In de Verenigde Staten kan iedere meerderjarige die geen strafblad heeft opgeroepen worden zitting te nemen in een jury, een oproep kan alleen om zwaarwegende redenen geweigerd worden, er bestaat de zogenoemde juryplicht, een afgeleide van de burgerplicht. Deze oproep negeren of weigeren kan worden uitgelegd als minachting van de rechter en als zodanig worden bestraft. Het niet gemist kunnen worden op het werk geldt nadrukkelijk niet als vrijstellingsgrond; hier staat wel tegenover dat juryleden ontslagbescherming genieten. Ook persoonlijke of familiekwesties zijn geen vrijstellingsgronden; dringende medische redenen (bijvoorbeeld een operatie moeten ondergaan) daarentegen wel.

### Onafhankelijkheid juryleden, wraking
De rechter en beide partijen in het strafproces, het openbaar ministerie en de verdachte, hebben het recht de opgeroepen kandidaat-juryleden te onderzoeken op onafhankelijkheid. Op grond van mogelijke bevooroordeeldheid ten aanzien van de zaak of de verdachte kunnen ze gewraakt worden. Wanneer bijvoorbeeld de doodstraf in een strafzaak wordt geëist en een kandidaat zich pertinent tegen de doodstraf verklaart en deze ook bij voorbaat weigert op te leggen, zal de kandidaat van zijn juryplicht worden ontslagen. Een andere wrakingsgrond is familie- of vriendschapsbanden met een van de partijen of diens familie. Opzettelijk ervoor zorgen dat men gewraakt wordt (bijvoorbeeld door bevooroordeeldheid te tonen of te veinzen) is een manier om aan de juryplicht te ontkomen zonder dat men een strafvervolging riskeert. 

### Vergoeding
Juryleden ontvangen een forfaitaire dagelijkse vergoeding voor hun diensten. 

### Verloop van de procedure
Tijdens het proces en de beraadslaging is de jury in veel gevallen afgezonderd. Contact met de buitenwereld is dan niet toegestaan. Dit is bedoeld om beïnvloeding door derden te voorkomen. Dit kan zelfs zo ver gaan dat televisie en kranten voor de juryleden verboden zijn. Juryleden mogen dan ook in principe tijdens hun juryplicht niet naar huis en moeten in een hotel verblijven. Ook dit kan per rechtssysteem verschillen. Problematisch kan het zijn wanneer juryleden elkaar beïnvloeden, bijvoorbeeld een jurylid met een dominante persoonlijkheid dat andere juryleden op zijn hand krijgt, of twee juryleden die tijdens de langdurige juryplicht een relatie met elkaar krijgen.

### Doodstraf
In de Verenigde Staten geldt dat de doodstraf alleen kan worden opgelegd indien een – andere – jury daar unaniem mee instemt. De schuld van de verdachte is dan dus al buiten gerede twijfel bewezen in de eerste fase van het proces.

## Kritiek
Als kritiek op juryrechtspraak geldt de mening, dat leken niet in staat zijn om een gerechtvaardigde, onafhankelijke uitspraak te doen. Iedere burger heeft een eigen, veelal vaststaande, opvatting over bepaalde maatschappelijke onderwerpen. Dit verhoogt het risico dat iemand onterecht wordt veroordeeld of een onjuiste straf opgelegd krijgt. Zo zou racisme, een bepaalde geloofsovertuiging of politieke denkwijze nadelig kunnen uitvallen voor een verdachte die een bepaald misdrijf heeft begaan. Daarnaast neemt juryrechtspraak veel tijd in beslag en kost het meer geld. Ten slotte maken veel advocaten gebruik van communicatietechnieken als middel om op de emoties van de jury en het publiek in te spelen, zodat media-aandacht het moeilijk kan maken een objectieve mening te vormen.